# Château de Puymartin
Pour les articles homonymes, voir Puymartin.
Le château de Puymartin se situe dans la commune de Marquay, à proximité de Sarlat-la-Canéda (département de la Dordogne, en région Nouvelle-Aquitaine).
Il fait l'objet d'une protection au titre des monuments historiques.

## Présentation
Datant des XVe, XVIe et XVIIe siècles, le château de Puymartin est situé à 8 km de Sarlat et 11 km des Eyzies. Il est ouvert à la visite.

## Historique
La construction du château a débuté au XIIIe siècle. En 1357, le château devient possession anglaise. Les consuls de Sarlat rachètent le domaine aux Anglais et l'abandonnent.
Radulphe de Saint-Clar reconstruit le château en 1450. Au XVIe siècle, Raymond de Saint-Clar rachète le château et repousse les protestants. C'est lui qui reprend Sarlat aux huguenots sous le nom de capitaine de Puymartin.
Au XVIIe siècle, Jean de Saint-Clar et sa sœur Suzanne se disputent la possession du château pendant 40 ans. Suzanne en devient finalement propriétaire. Le château est abandonné au XVIIIe siècle.
Au XIXe siècle, le marquis Marc de Carbonnier de Marzac, grand-père du propriétaire actuel, restaure le château dans un style néogothique grâce à la dot de sa femme.
Le château est inscrit au titre des monuments historiques par arrêté du 6 décembre 1948. L'une de ses chambres du XVIIe siècle, lambrissée et peinte, est classée monument historique le 1er mars 1977.
Après le décès du propriétaire, Henri de Chérade de Montbron, le 31 juillet 2002, sa femme et ses enfants en ont hérité en 2003.

## Dame blanche
Une légende dit qu'une châtelaine du XVIe siècle, Thérèse de Saint-Clar, aurait été surprise avec son amant par le retour de guerre inopiné de son mari. En punition de sa faute, ce dernier l'aurait condamnée à rester prisonnière durant les 16 dernières années de sa vie, dans une petite pièce de la tour nord où elle mourut, et dans laquelle l'époux trompé aurait exigé que le corps de sa femme soit emmuré.
On prétend depuis que le fantôme de Thérèse de Saint-Clar errerait parfois le soir aux environs de minuit, sous la forme d'une dame blanche, dans l’escalier, sur le chemin de ronde du château, avant de pénétrer dans cette chambre.

## Le studiolo
Un « studiolo », dont la mode en France a été importée d'Italie, est une petite pièce réservée au maître de la maison et décorée en accord avec ses goûts intellectuels. Au deuxième étage du château se trouve un exemple rare d'une telle pièce, unique dans le Périgord. Les parois de ce studiolo sont entièrement couvertes par huit panneaux en bois, peints en grisaille, représentant des scènes et des personnages mythologiques : les Alcions, Argos, Bellerophon, Œnée, Persée, Méleagre, Memnon, Clytie.
L'auteur est Philippe Lemaire originaire de Laon qui en 1679 exerçait « le mestier de peintre » à Puymartin  et qui a réalisé ce décor en copiant presque à l'identique huit gravures d'un recueil édité en 1655 : Tableau du temple des Muses tiréz du cabinet de feu M. Faverau, dont les planches ont été dessinées par Pierre Brébiette et gravées par Corneille Blœmaert.  
L'œuvre a été exécutée lorsque le propriétaire du château était Henry-Claude de Lapleynie, abbé de Puymartin qui venait d'hériter du domaine de son frère, le capitaine Henry de Lapleynie, mort en cette même année. On ignore lequel des deux frères a établi le programme iconographique. Celui-ci peut être interprété comme une description des vertus du prince régnant : par exemple il doit respecter les dieux comme Œnée, se détourner de passions comme l'ire (Méleagre qui tue ses oncles) ou la vengeance (Althée qui tue son fils Méléagre), ou la jalousie (Clythie), etc. Mais il est aussi possible de donner à l'ensemble une interprétation religieuse : c'est avec le soutien de Dieu qu'on peut réussir (Bellérophon tue la Chimère montant Pégase, le cheval ailé qu'il a pu dompter grâce à l'aide de la déesse Athéna, Persée peut vaincre la Méduse grâce à des objets magiques donnés par Hermès et Athéna). En revanche, violer les lois conduit inévitablement à la ruine (Œnée voit son royaume ravagé par un sanglier envoyé par Athéna, à qui il a manqué de faire de sacrifices, Méléagre enfreint les liens du sang tuant ses oncles, et meurt de la main de sa mère Antée qui venge ses frères).
Faute de documents, il est impossible de donner une interprétation authentique du programme, dont la signification ne peut faire que l'objet de  conjectures.
Le studiolo de Puymartin est classé en totalité au titre des monuments historiques par arrêté du 1er mars 1977.

## Tourisme
En 2022, le château a attiré 25 000 visiteurs.

## Cinéma
Ridley Scott y a tourné quelques intérieurs de son premier film Les Duellistes.

## Galerie

Extérieur
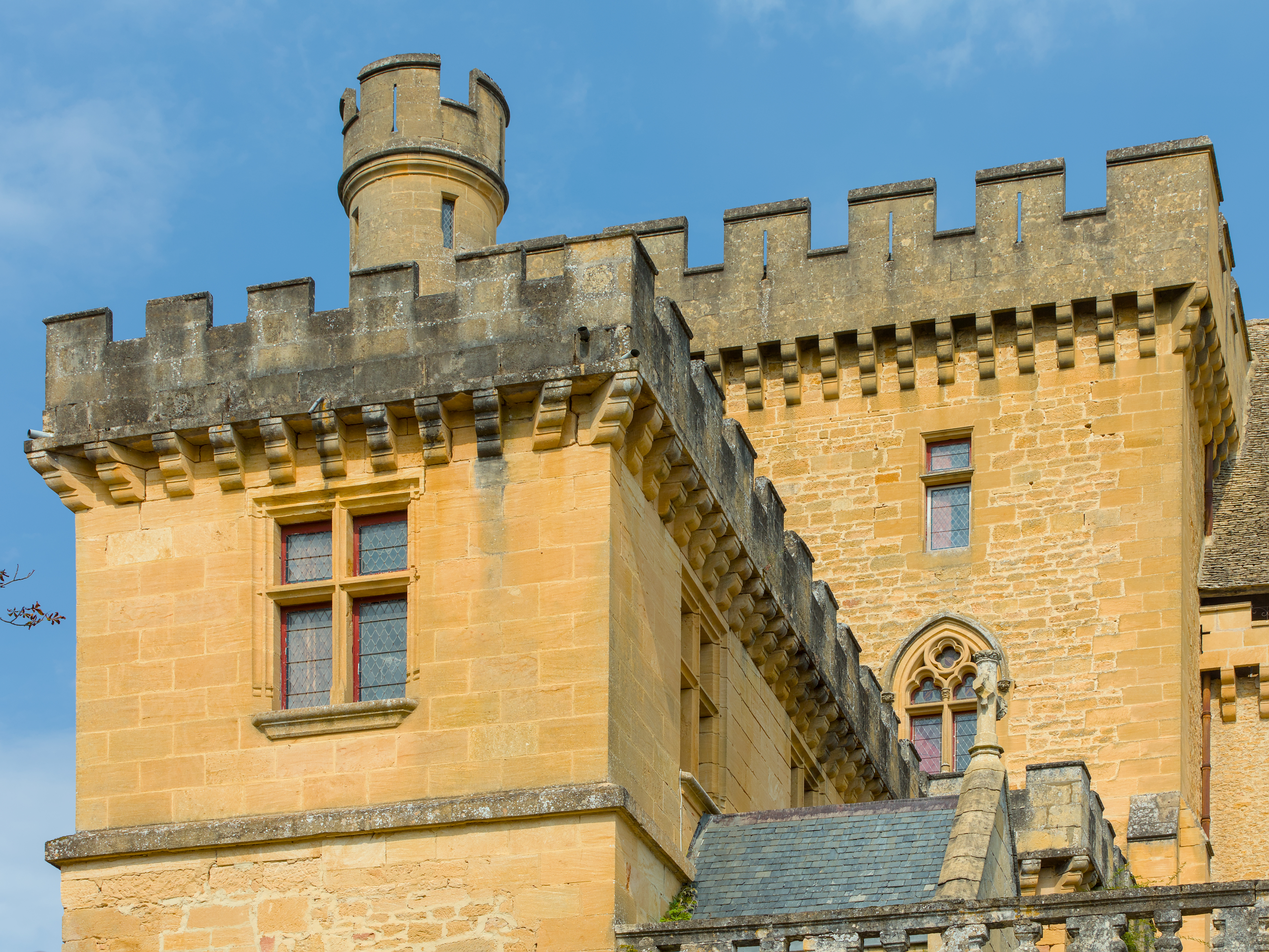
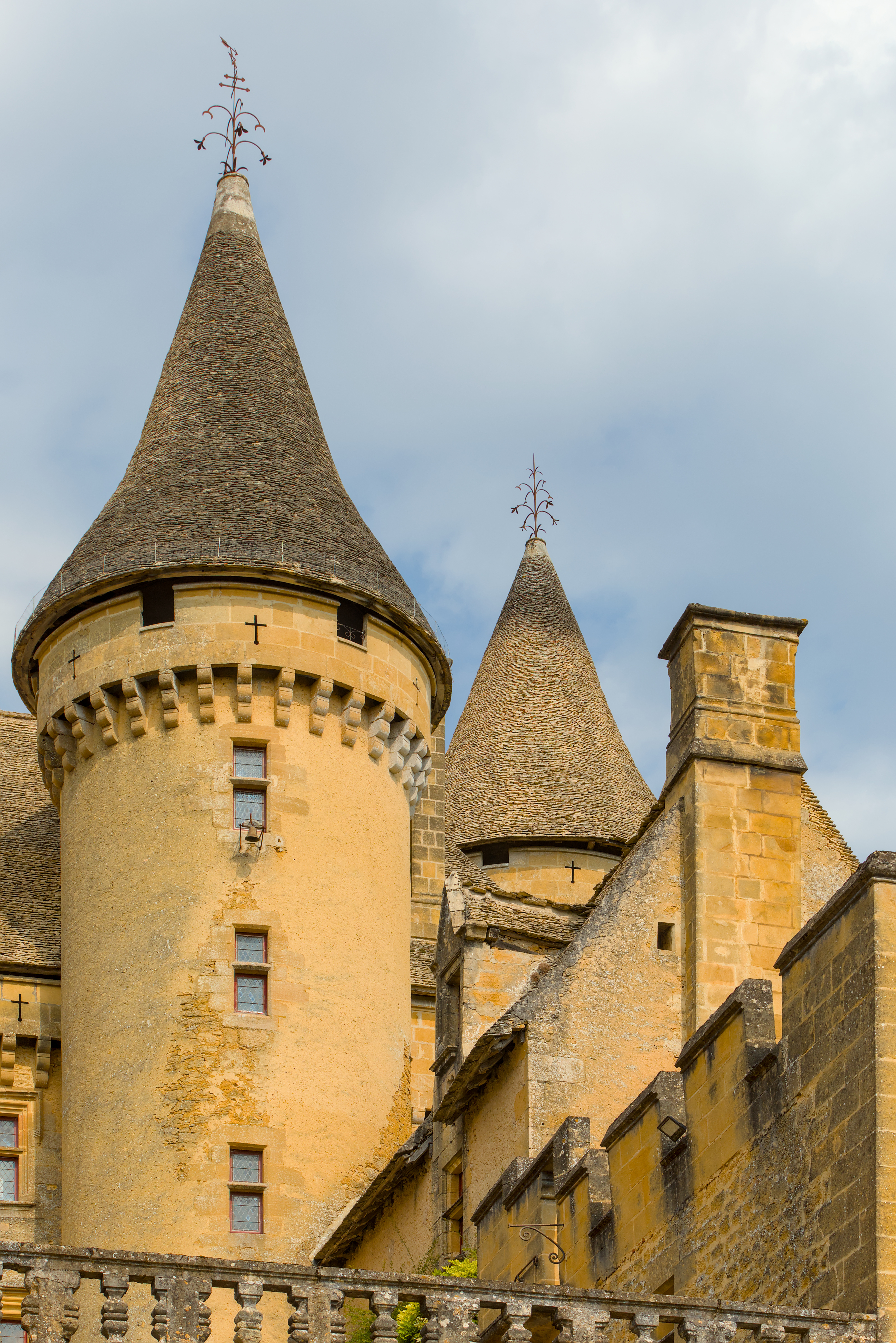
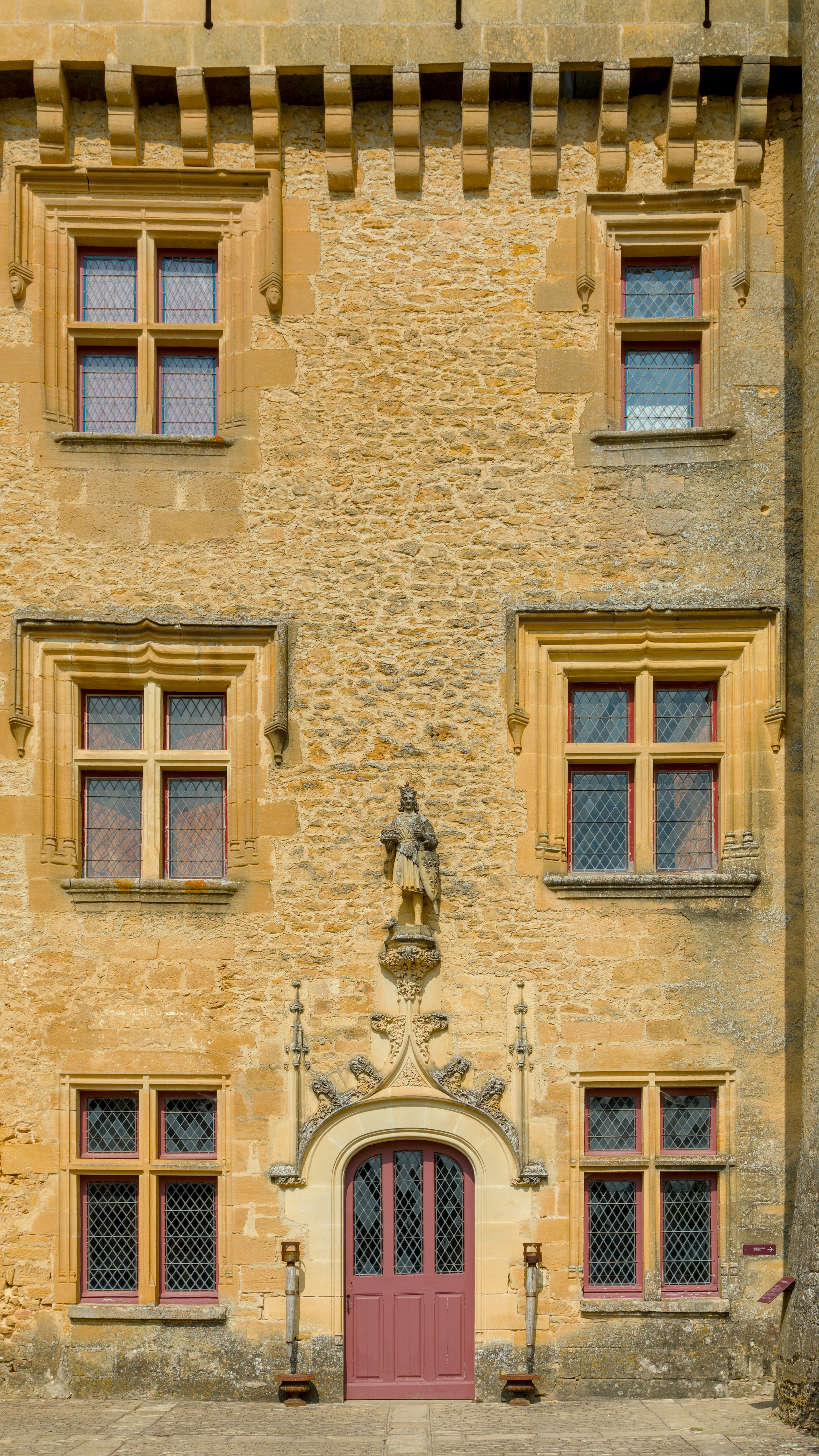
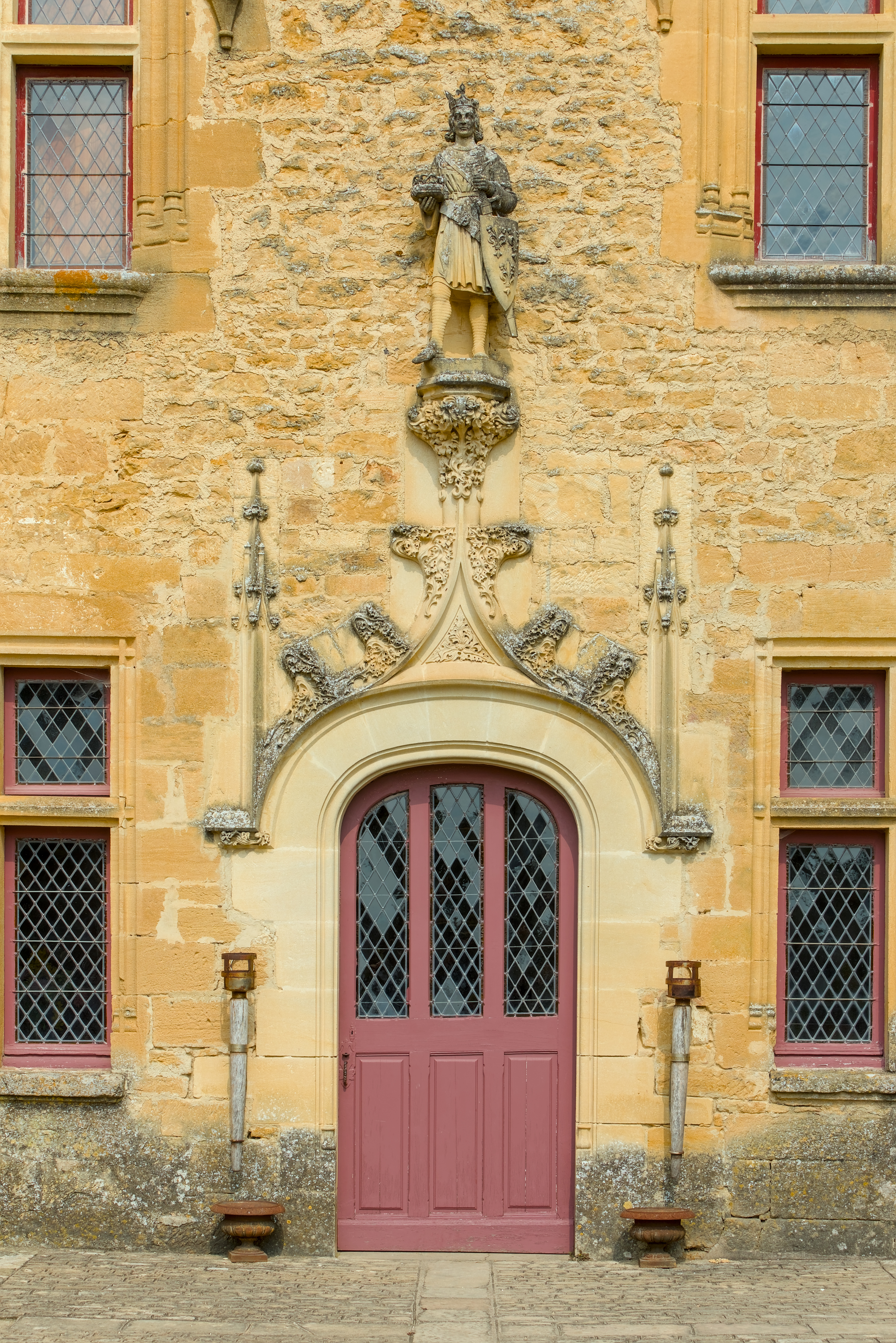

Intérieur
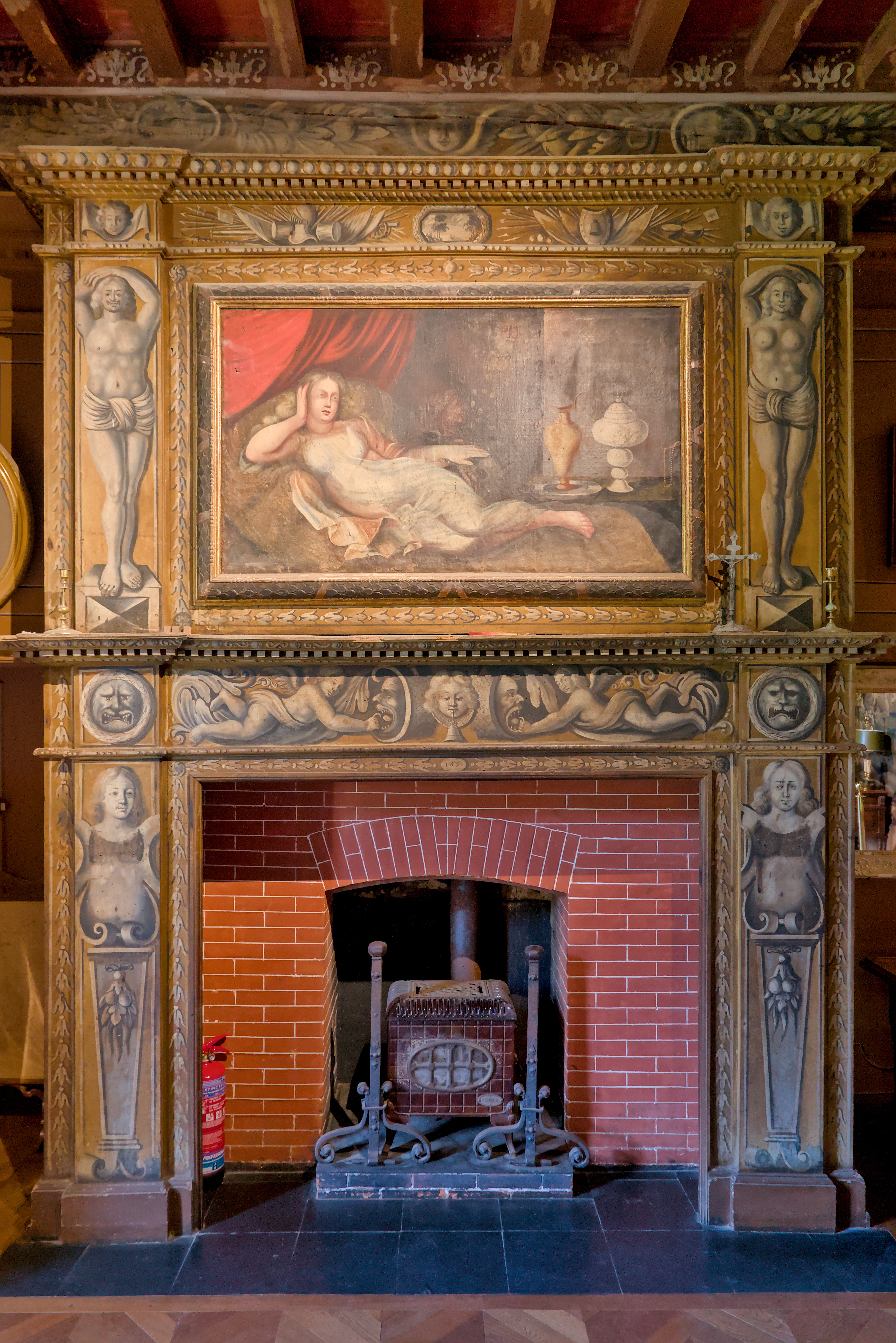
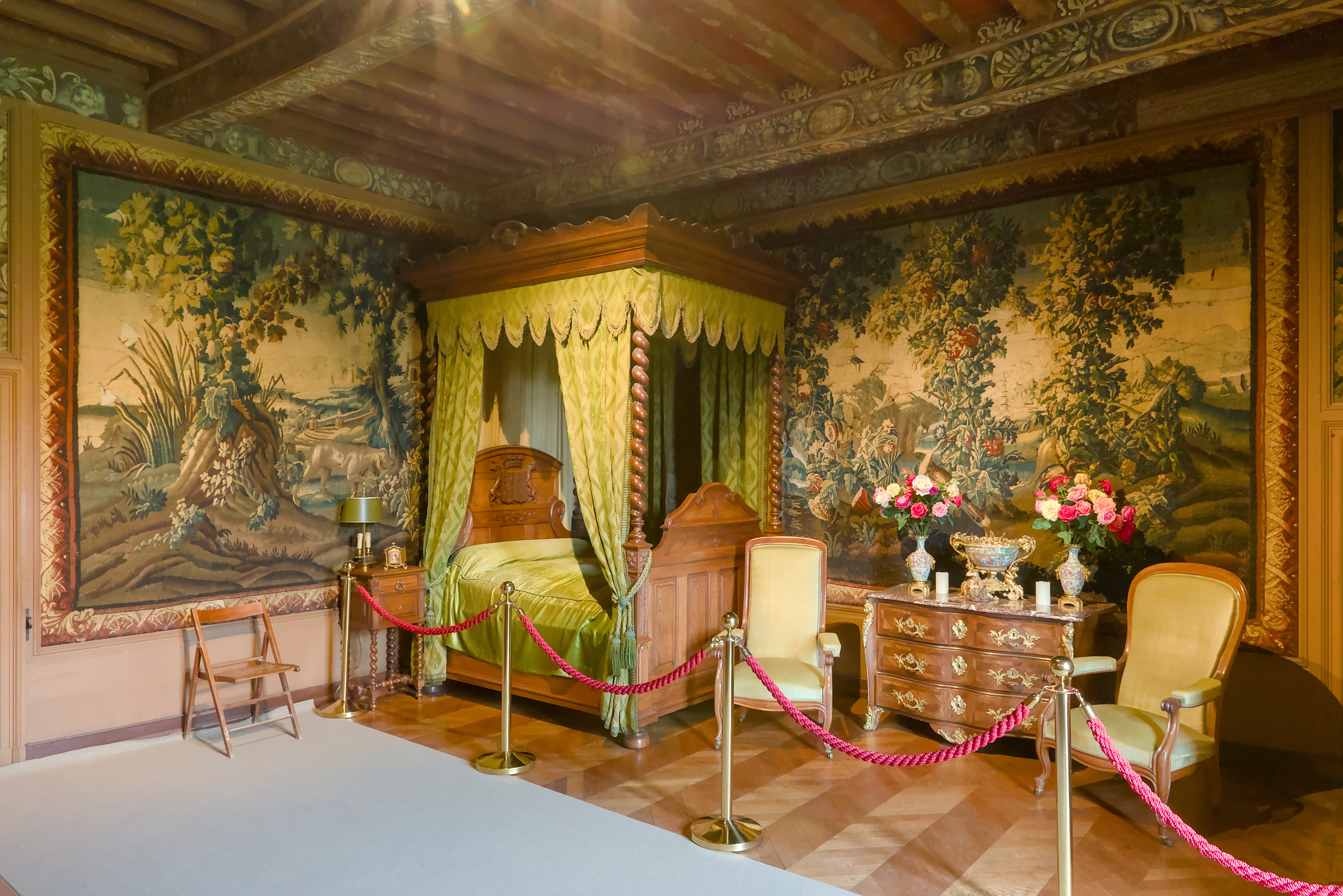
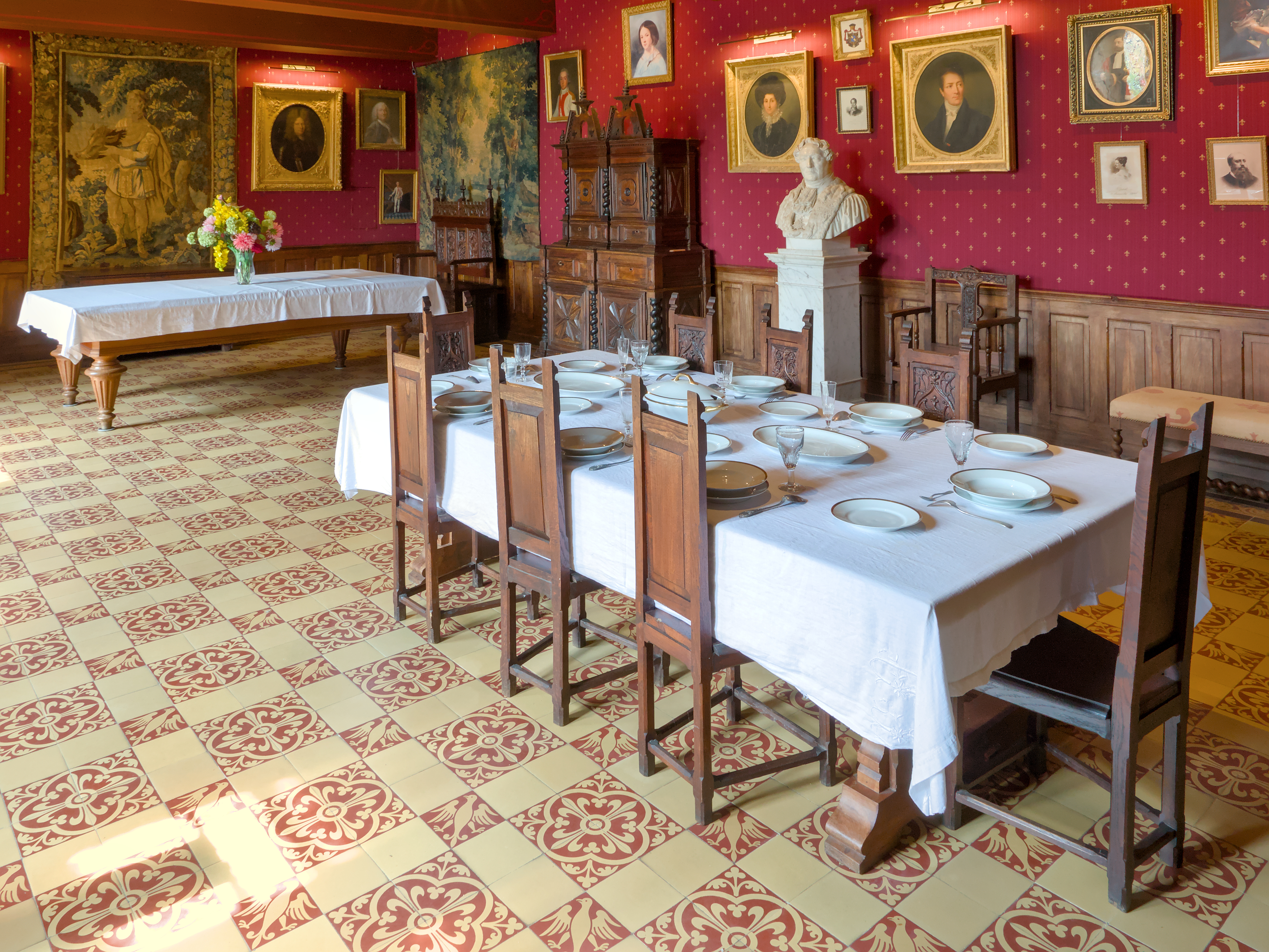